# Municipio de Colman
El municipio de Colman (en inglés: Colman Township) es un municipio ubicado en el condado de Moody en el estado estadounidense de Dakota del Sur. En el año 2010 tenía una población de 204 habitantes y una densidad poblacional de 2,31 personas por km².

## Geografía
El municipio de Colman se encuentra ubicado en las coordenadas 43°58′28″N 96°50′00″O / 43.97444, -96.83333. Según la Oficina del Censo de los Estados Unidos, el municipio tiene una superficie total de 88.16 km², de la cual 87,16 km² corresponden a tierra firme y (1,13 %) 0,99 km² es agua.

## Demografía
Según el censo de 2010, había 204 personas residiendo en el municipio de Colman. La densidad de población era de 2,31 hab./km². De los 204 habitantes, el municipio de Colman estaba compuesto por el 86,76 % blancos, el 5,39 % eran afroamericanos, el 4,41 % eran amerindios y el 3,43 % eran de una mezcla de razas. Del total de la población el 1,47 % eran hispanos o latinos de cualquier raza.